# Глушіння долонею

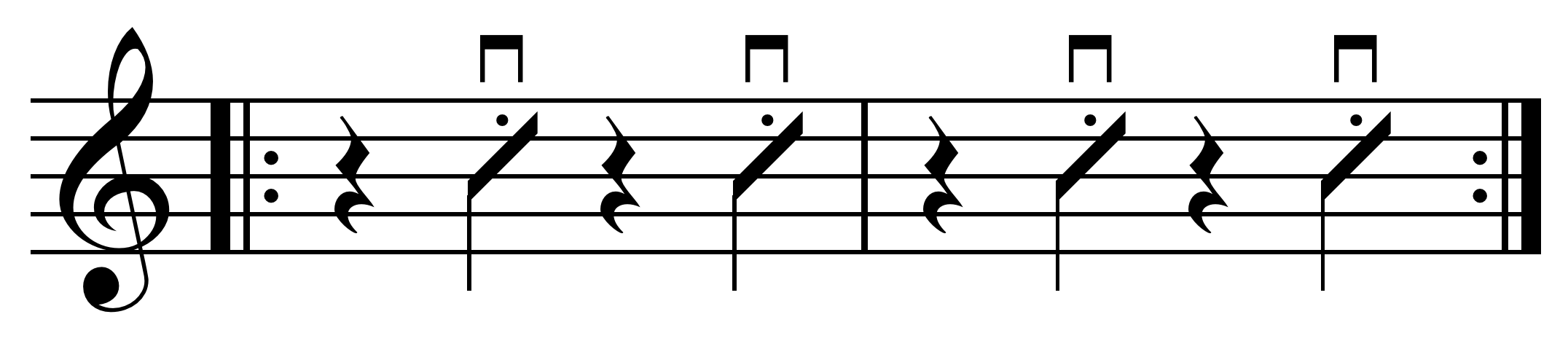
Фрагмент в техніці ска : акорди на непарні долі виконуються штрихом "вниз" із глушінням долонею, а акорди на парні долі виконуються "вверх" і на стакато

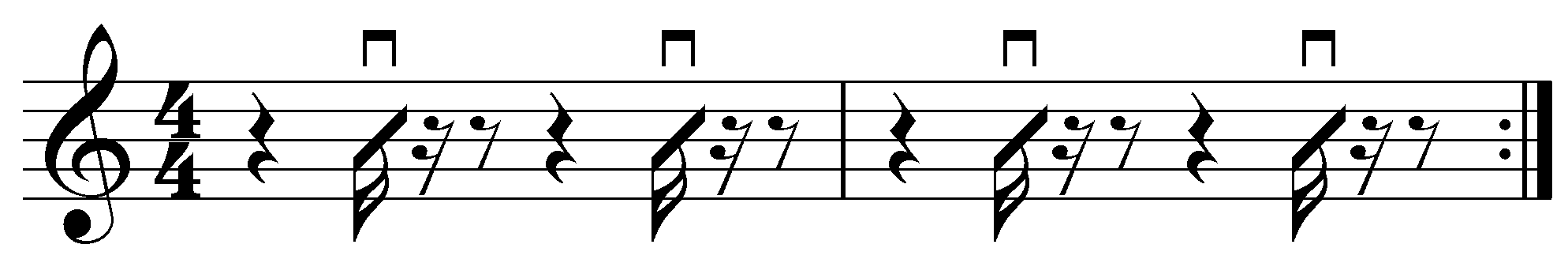
Хоча акорди нотовані четверками, завдяки техніці глушіння долонею вони звучать як шіснадцятки.

Глушіння долонею (англ. palm mute)  — техніка гри на гітарі та бас-гітарі, коли під час защипування струн виконавець одночасно торкається їх ребром долоні близько до струнотримача, в результаті чого звук швидко глушиться.
Ця техніка використовується на класичній гітарі (і позначається як піцикато, оскільки вона створює звук, подібний до звуку смичкових струнних інструментів), а також на електрогітарі, зокрема і при виконанні плектром. Глушіння долонею особливо часто використовується у важкому металі та його різновидах, особливо в треш, спід-  та дез-металі, і в деяких інших напрямах, які використовують звучання гітари дисторшн. Прийому додає звучанню характерний «хрип» і «хрускіт», виконувані акорди стають коротшими та чіткішими. Глушіння долонею також можна використовувати в поєднанні з педаллю вау для створення характерного дряпаючого звуку, який часто чути в музиці диско .
На бас-гітарі глушіння долонею дає теплий тон, інколи схожий на піцикато контрабаса. Струни при цьому можна щипнути великим пальцем або медіатором, що дає більш ударний звук.

## Аспекти виконавства
Існує багато способів глушіння долонею, але зазвичай визнаються такі:
- Тиск на струну. Сила, з якою виконавець тисне на струни значно впливає на характер звуку. Легкий дотик лише злегка  приглушує звучання, і створює більш виразні звуки. Інтенсивне натискання посилює ефект стаккато, ноти стають більш ударними, але з менш відчутною звуковисотністю. Зазвичай чим більше тиск на струну, тим ноти звучатимуть тихіше, але застосовуючи компресію звуку можна досягти однакових рівнів гучності, в результаті, чого сильно приглушені ноти звучать з меншою кількістю обертонів ніж злегка приглушені.
- Положення рук. Найпоширеніший спосіб гри – це розташувати руку, якою виконавець защипує струни, якнайближче до струнотримача. Однак переміщення руки далі від моста та ближче до шиї кардинально змінює ефект. Якщо перемістити руку ближче до перемички (і навіть поставити частину краю на перемичку), то приглушення долоні стає легшим . Переміщення руки далі від моста (підйом до шиї) робить глушіння долонею важчим.
- Ноти і акорди . Як правило, тризвучні акорди з великим підсиленням та ефектом дисторшн звучать вкрай каламутно, на відміну від окремих нот і чистих квінт (павер-акордів). Глушіння долонями зменшує інтенсивність високих частот, завдяки чому акорди стають більш придатними для застосування ефекту дисторшн.

## Позначення
У гітарних табулатурах глушіння долонею позначається як «P.M.» або «PM», а також пунктирною лінією, що поширюється на тривалість фрази, яку потрібно приглушити. Якщо можна розрізнити висоту звуку приглушених нот, номери ладів надаються відповідно, інакше вони позначаються знаком X замість номера табуляції. Якщо X з’являється замість номера табуляції, але немає вказівки PM, це зазвичай означає приглушення струни за допомогою руки, якою затискають лади.
```
PM------------|
е |------------------|
Б |--8-------8-------|
G |--7-------7-------|
D |--6-------6-------|
А |--7-------7-------|
Е |----0-0-0---0-0-0-|
```

## Приклади
Популярна пісня, що виконується із глушінням долонею – « Basket Case » гурту Green Day, де павер-акорди то акцентуються, то приглушуються, щоб створити відчуття енергії та терміновості.
```
> PM--------| > PM-| < PM--| > PM-| < PM- > PM> PM-| < PM--| <
d# |-----------------|------------------|---------- -------|------------------|
A# |-----------------|------------------|---------- -------|------------------|
F# |-9---------------|-------------------|-----6---- -6-----|------------------|
C# |-9-9-9-9-9-9-9-9-|-----9-------9-xx-|-6-6-6-6-6-6 ---6-|-----6-------6-xx-|
G# |-7-7-7-7-7-7-7-9-|-9-9-9-9-9-9-9-xx-|-4-4-4-4-4-4 -6-6-|-6-6-6-6-6-6-6-xx-|
D# |--------------7-|-7-7-7-7-7-7-7-xx-|------------ -4-4-|-4-4-4-4-4-4-4-xx-|
```

Більш агресивна техніка глушіння звуків почала використовуватися у середині-кінці 1980-х років із розвитком треш-металу у творчості гуртів Metallica, Slayer, Anthrax і Megadeth. Ця техніка була поєднана з перебором нот у швидкому темпі та потужним звукопідсиленням для створення драйвового ударного ефекту. Інше використання глушіння долонею можна почути у постпанк-групах, таких як Gang of Four і Talking Heads, Modest Mouse.

## Зовнішні посилання
- Урок гри на гітарі - Приглушення долоні в рок- та хеві-металі